# Vektorrum
 Der er for få eller ingen kildehenvisninger i denne artikel, hvilket er et problem. Du kan hjælpe ved at angive troværdige kilder til de påstande, som fremføres i artiklen.

Inden for matematik er et vektorrum en abstrakt algebraisk struktur. Definitionen af et vektorrum er inspireret af de sædvanlige geometriske vektorer, og den sikrer at der er to regneoperationer, nemlig addition af vektorer med vektorer og multiplikation af en vektor med en skalar (se afsnittet Definition), som er stabile i den betydning at resultatet altid også er en vektor som ved almindelige geometriske vektorer (disse er således et specialtilfælde af vektorer).

## Definition
Ved et vektorrum over legemet {\displaystyle \mathbb {K} } (også kaldet et {\displaystyle \mathbb {K} }-vektorrum) forstås en mængde {\displaystyle V} udstyret med to operationer
{\displaystyle +:V\times V\to V}
og
{\displaystyle \cdot :\mathbb {K} \times V\to V}
som opfylder følgende betingelser (aksiomer):
- Additionen gør {\displaystyle (V,+)} til en abelsk (dvs. kommutativ) gruppe. Det betyder at
  1. {\displaystyle ({\vec {u}}+{\vec {v}})+{\vec {w}}={\vec {u}}+({\vec {v}}+{\vec {w}})} for alle {\displaystyle {\vec {u}},{\vec {v}},{\vec {w}}\in V} (associativitet)
  2. Der eksisterer et neutralt element {\displaystyle {\vec {o}}} kaldet nulvektoren som opfylder at {\displaystyle {\vec {v}}+{\vec {o}}={\vec {o}}+{\vec {v}}={\vec {v}}} for alle {\displaystyle {\vec {v}}\in V}
  3. Enhvert element {\displaystyle {\vec {v}}\in V} har et inverst element (en modsat vektor) kaldet {\displaystyle -{\vec {v}}} som opfylder at {\displaystyle {\vec {v}}+(-{\vec {v}})=(-{\vec {v}})+{\vec {v}}={\vec {o}}}
  4. {\displaystyle {\vec {u}}+{\vec {v}}={\vec {v}}+{\vec {u}}} for alle {\displaystyle {\vec {u}},{\vec {v}}\in V} (kommutativitet)
- Multiplikationen opfylder betingelserne (gangetegnet {\displaystyle \cdot } udelades normalt)
  1. {\displaystyle (rs){\vec {v}}=r(s{\vec {v}})} for alle {\displaystyle r,s\in \mathbb {K} } og {\displaystyle {\vec {v}}\in V} (en slags associativitet)
  2. {\displaystyle r({\vec {u}}+{\vec {v}})=r{\vec {u}}+r{\vec {v}}} for alle {\displaystyle r\in \mathbb {K} } og {\displaystyle {\vec {u}},{\vec {v}}\in V} (distributivitet over additionen i {\displaystyle V})
  3. {\displaystyle (r+s){\vec {v}}=r{\vec {v}}+s{\vec {v}}} for alle {\displaystyle r,s\in \mathbb {K} } og {\displaystyle {\vec {v}}\in V} (distributivitet over additionen i legemet {\displaystyle \mathbb {K} })
  4. {\displaystyle 1{\vec {v}}={\vec {v}}} for alle {\displaystyle {\vec {v}}\in V} hvor {\displaystyle 1} betegner ét-elementet (det multiplikative neutralelement) i legemet, {\displaystyle 1\in \mathbb {K} }

Elementerne i {\displaystyle V} kaldes da vektorer, mens elementerne i {\displaystyle \mathbb {K} } kaldes skalarer.
Bemærk at der skal foreligge et legeme med alt hvad det indebærer, før man kan indføre et vektorrum. Meget ofte er legemet {\displaystyle \mathbb {K} } simpelthen {\displaystyle \mathbb {R} }, de reelle tal, eller {\displaystyle \mathbb {C} }, de komplekse tal, men vektorrum over andre legemer betragtes også. Hvis man i det ovenstående udskifter legemet {\displaystyle \mathbb {K} } med en generel ring, omtaler man ikke {\displaystyle V} som et vektorrum, men som en modul (eller et modul).
Vektorrum er centrale inden for disciplinen lineær algebra, men de forekommer også inden for (stort set alle) mere avancerede matematiske områder.

## Tilknyttede begreber

### Underrum
En ikke-tom delmængde {\displaystyle W\subseteq V} kaldes et underrum af vektorrummet, hvis det er lukket under addition af vektorer og multiplikation med skalar, altså hvis {\displaystyle v+w} er indeholdt i {\displaystyle W} for alle {\displaystyle {\vec {v}},{\vec {w}}\in W} og {\displaystyle r{\vec {v}}} er indeholdt i {\displaystyle W} for alle vektorer {\displaystyle {\vec {v}}\in W} og skalarer {\displaystyle r\in \mathbb {K} }. Et underrum af et vektorrum {\displaystyle V} er i sig selv et vektorrum (over samme legeme), med de samme (men restringerede) regneoperationer.

### Indre produkt rum
Et vektorrum over legemet {\displaystyle \mathbb {R} } eller {\displaystyle \mathbb {C} } kaldes et indre produkt rum hvis det har tilknyttet et indre produkt. Et indre produkt rum giver anledning til at tale begreber som længde eller ortogonalitet mellem elementer i vektorrummet. Man kan da anvende analytiske redskaber som Pythagoras' sætning, Cauchy-Schwarz' uligheden og Polariseringsidentiteten. Et typisk eksempel kan være det reelle euklidiske vektorrum {\displaystyle \mathbb {R} ^{n}} udstyret med skalarproduktet.

### Linearkombination, basis og dimension
En mængde {\displaystyle B} af vektorer fra {\displaystyle V} kaldes en basis for vektorrummet hvis det gælder at ethvert element {\displaystyle {\vec {v}}\in V} på én og kun én måde kan opskrives som et udtryk af typen
{\displaystyle {\vec {v}}=r_{1}{\vec {b_{1}}}+r_{2}{\vec {b_{2}}}+r_{3}{\vec {b_{3}}}+\ldots +r_{k}{\vec {b_{k}}}}
hvor alle {\displaystyle r_{i}\in \mathbb {K} } og alle {\displaystyle {\vec {b_{i}}}\in B}. En sum af denne type kaldes i øvrigt en linearkombination.
Alle baser for et bestemt vektorrum består af lige mange elementer. Dette antal (der eventuelt kan være et transfinit kardinaltal) kaldes vektorrummets dimension.
Hvis dimensionen er endelig, kan et valg af en fast basis bruges til at koordinatisere vektorrummet.
Hvis {\displaystyle \mathbb {K} } er et endeligt legeme med {\displaystyle p^{m}} elementer, og {\displaystyle V} er et {\displaystyle d}-dimensionalt vektorrum over {\displaystyle \mathbb {K} }, så indeholder {\displaystyle V} præcis {\displaystyle (p^{m})^{d}} vektorer.

## Eksempler
Standardeksemplet på et vektorrum (over {\displaystyle \mathbb {R} }) er {\displaystyle \mathbb {R} ^{2}}, planen. Vektorerne er da talpar {\displaystyle (x,y)} som kan repræsenteres ved pile. Sådanne vektorer kendes fra gymnasiet. Generalisationen til {\displaystyle \mathbb {R} ^{n}}, talsæt af typen {\displaystyle (x_{1},x_{2},\ldots ,x_{n})}, er ligetil.
Mængden af alle "formelle" polynomier (med reelle koefficienter) i en (abstrakt) variabel {\displaystyle T} er et vektorrum. To polynomier kan nemlig adderes hvorved man får et nyt polynomium, man kan gange et polynomium med et tal, og alle ovenstående aksiomer (krav) er opfyldt.
Mængden af sådan polynomier af grad højst 2 er et underrum heraf. Dette underrum har dimension 3 da en basis for det fx er {\displaystyle B=\{T^{2},T,1\}}.
Lad {\displaystyle X} være en vilkårlig (definitions)mængde. Så er mængden af alle afbildninger {\displaystyle f:X\to \mathbb {K} } et vektorrum. Addition og multiplikation er de oplagte
- {\displaystyle (f+g)(x)=f(x)+g(x)}
- {\displaystyle (rf)(x)=r(f(x))}

For eksempel er mængden af alle funktioner {\displaystyle [0,1]\to \mathbb {R} } et vektorrum over {\displaystyle \mathbb {R} }.
Mængden af integrable (se integralregning) reelle funktioner på {\displaystyle [0,1]} er ligeledes et vektorrum, og underrum af ovennævnte. Et underrum heraf igen kunne være {\displaystyle C^{\infty }(0,1)}, mængden af vilkårligt ofte differentiable funktioner på {\displaystyle [0,1]}.
En etpunktsmængde {\displaystyle V=\{{\vec {o}}\}} er et trivielt vektorrum (addition og multiplikation kan kun defineres på én måde). Basis for dette vektorrum er den tomme mængde, {\displaystyle B=\emptyset =\{\}}; derfor er dimensionen af det trivielle vektorrum 0.
- Wikimedia Commons har flere filer relateret til Vektorrum

| Matematik | Spire Denne artikel om matematik er en spire som bør udbygges. Du er velkommen til at hjælpe Wikipedia ved at udvide den. |